# 훈누 에어
훈누 에어(영어: Hunnu Air)는 2011년 설립되어 울란바토르에 본사를 두고 있는 몽골의 항공사로 칭기즈 칸 국제공항을 거점으로 운항하고 있으며 이전 사명은 몽골리안 항공(영어: Mongolian Airlines)이다.

## 보유 기종

### 현재 보유 중인 기종
- 2019년 12월 기준으로 훈누 에어는 다음과 같이 보유하고 있다.[6][7]

### 퇴역 기종
- 에어버스 A319-100
- 포커 50